# جنگ داخلی گوک‌ترک

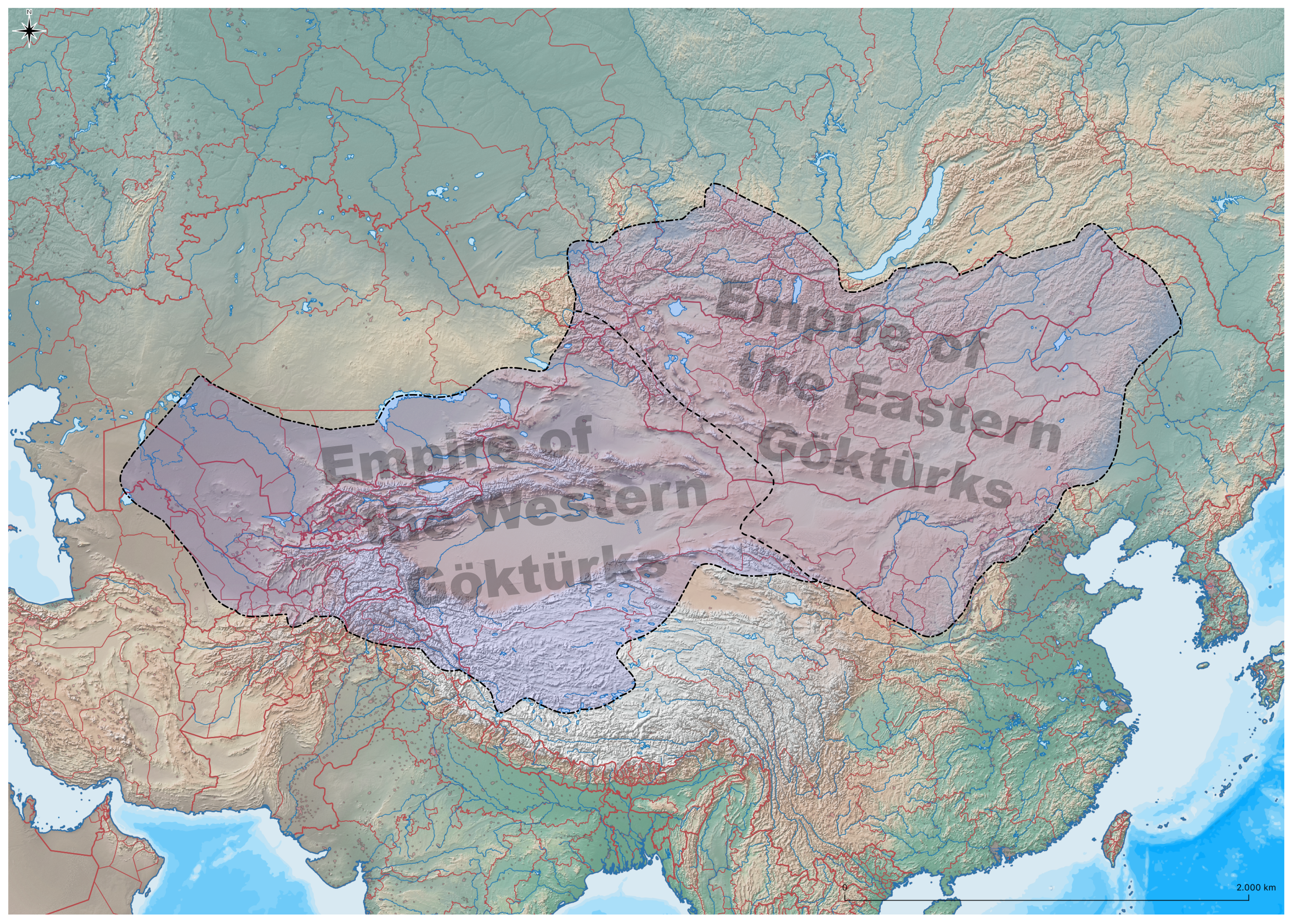
تقسیم امپراطوری عشایری گوگ ترک به تو بخش

خاقانات گوک‌ترک نام امپراتوری عشایری بود که بومین خان نخستین حاکم آن به شمار می‌رود. بومین خان با شکست دادن آناهوآن، آخرین خاقان روران که احتمالا مغول‌تبار بودند، قدرت یکه‌تاز استپ‌های مغولستان و شمال چین شد. گوک‌ترک‌ها لشکرکشی‌های موفق به شرق و غرب داشتند که منجر به نابودی حکومت‌هایی همچون هیاطله شد اما پس از فوت چهارمین خاقان به نام تاسپار خاقان که در برخی منابع تباخان نیز خوانده شده است، گرفتار یک جنگ داخلی شد.

## مدعیان تاج و تخت
پس از فوت تاسپار خاقان چندین مدعی برای تاج و تخت گوک‌ترک وجود داشت که به شرح ذیل است:
|               | نام پدر و پدربزرگ | توضیحات                                   |
| ------------- | ----------------- | ----------------------------------------- |
| آمراک         | تاسپار، بومین     |                                           |
| آپاخان        | موغان، بومین      | نام دیگر او Töremen می‌باشد                |
| ایشبارا خاقان | ایسیک‌، بومین      | در منابع چینی به صورت شابولی‌اُ ذکر شده است |
| تاردو         | ایستمی            | نام دیگر او قراچورین ذکر شده است          |

در این زمان تاردو حاکم منطقه غربی قلمروی گوک‌ترک بود. آمراک شخصیتی آرام و منزوی داشت و چندان نقشی در جنگ نداشت. رقابت اصلی بین آپاخان و ایشبارا خاقان بود. در نهایت ایشبارا خاقان با سلسله سوئی چین پیمان بست و برتری چین را پذیرفت به این ترتیب او از حمایت چین برخوردار شد و توانست رقبا را حذف کرد. در این جریان او نیروها و حامیان آپاخان از جمله مادر او را به قتل رساند. آپاخان به غرب نزد تاردو رفت اما سؤ رفتار او در بخارا موجب خشم تاردو و به قتل رسیدن وی شد.